# Metapenaeopsis
Metapenaeopsis är ett släkte av kräftdjur. Metapenaeopsis ingår i familjen Penaeidae.

## Dottertaxa tillMetapenaeopsis, i alfabetisk ordning[1]
- Metapenaeopsis acclivis
- Metapenaeopsis aegyptia
- Metapenaeopsis andamanensis
- Metapenaeopsis angusta
- Metapenaeopsis assimilis
- Metapenaeopsis barbata
- Metapenaeopsis beebei
- Metapenaeopsis ceylonica
- Metapenaeopsis commensalis
- Metapenaeopsis coniger
- Metapenaeopsis costata
- Metapenaeopsis crassissima
- Metapenaeopsis dalei
- Metapenaeopsis difficilis
- Metapenaeopsis distincta
- Metapenaeopsis dura
- Metapenaeopsis erythraea
- Metapenaeopsis evermanni
- Metapenaeopsis faouzii
- Metapenaeopsis fusca
- Metapenaeopsis gaillardi
- Metapenaeopsis gallensis
- Metapenaeopsis gerardoi
- Metapenaeopsis goodei
- Metapenaeopsis hilarula
- Metapenaeopsis hobbsi
- Metapenaeopsis incisa
- Metapenaeopsis ivanovi
- Metapenaeopsis kishinouyei
- Metapenaeopsis kyushuensis
- Metapenaeopsis lamellata
- Metapenaeopsis lata
- Metapenaeopsis laubieri
- Metapenaeopsis lindae
- Metapenaeopsis liui
- Metapenaeopsis mannarensis
- Metapenaeopsis manningi
- Metapenaeopsis marquesas
- Metapenaeopsis martinella
- Metapenaeopsis menoui
- Metapenaeopsis miersi
- Metapenaeopsis mineri
- Metapenaeopsis mogiensis
- Metapenaeopsis novaeguineae
- Metapenaeopsis palmensis
- Metapenaeopsis parahilarula
- Metapenaeopsis parapalmensis
- Metapenaeopsis persica
- Metapenaeopsis philippii
- Metapenaeopsis propinqua
- Metapenaeopsis provocatoria
- Metapenaeopsis proxima
- Metapenaeopsis quadrilobata
- Metapenaeopsis quinquedentata
- Metapenaeopsis richeri
- Metapenaeopsis rosea
- Metapenaeopsis scotti
- Metapenaeopsis sibogae
- Metapenaeopsis sinica
- Metapenaeopsis sinuosa
- Metapenaeopsis smithi
- Metapenaeopsis spatulata
- Metapenaeopsis spiridonovi
- Metapenaeopsis stokmani
- Metapenaeopsis stridulans
- Metapenaeopsis tarawensis
- Metapenaeopsis tchekunovae
- Metapenaeopsis tenella
- Metapenaeopsis toloensis
- Metapenaeopsis vaillanti
- Metapenaeopsis wellsi
- Metapenaeopsis velutina